# Nagroda im. Wisławy Szymborskiej
Nagroda im. Wisławy Szymborskiej, wcześniej Nagroda Poetycka im. Wisławy Szymborskiej – doroczna międzynarodowa nagroda literacka, przyznawana przez Fundację Wisławy Szymborskiej, za książkę poetycką wydaną po polsku w roku poprzedzającym jej przyznanie. O nagrody walczą tomy poetyckie wydane oryginalnie w języku polskim lub w przekładzie na polski. Książki mogą zgłaszać sami autorzy, wydawnictwa, instytucje kultury, media o literackim charakterze oraz członkowie kapituły.
Nagroda została utworzona na życzenie Wisławy Szymborskiej zawarte w jej testamencie. Nagroda jest najwyższą finansowo nagrodą literacką w Polsce i wynosi 200 tys. zł, a w przypadku, gdyby to był przekład poezji obcej, autor przekładu otrzyma dodatkowo 50 tys. zł.

## Kapituła nagrody
- Anders Bodegård
- Joanna Orska (do 2018 roku)
- Maria Delaperrière
- Luigi Marinelli
- Abel Murcia (do 2018 roku)
- Adam Pomorski
- Renate Schmidgall(inne języki)
- Marian Stala (do 2018 roku)
- Paulina Małochleb – sekretarz nagrody (od 2013 do 2020 roku)[2]
- Joanna Bociąg – sekretarz nagrody (od 2020 roku)
- Alina Świeściak (do 2022)
- Xavier Farré (do 2023)
- Andrea Ceccherelli
- Janusz Drzewucki (od 2022)[3]
- Anna Marchewka
- Magdalena Rabizo-Birek
- Marta Wyka
- Jurij Zawadski
- Đurđica Čilić (od 2023)[4]

## Rok 2013
Do nagrody zgłoszono 183 osoby. Nominacje otrzymali:
- Justyna Bargielska za tom Bach for my baby, Biuro Literackie
- Krystyna Dąbrowska za tom Białe krzesła, Wojewódzka Biblioteka Publiczna i Centrum Animacji Kultury w Poznaniu
- Łukasz Jarosz za tom Pełna krew, Biuro Literackie
- Krzysztof Karasek za tom Dziennik rozbitka, Instytut Mikołowski
- Jan Polkowski za tom Głosy, Wydawnictwo M[6]

Laureatami pierwszej edycji nagrody zostali ex aequo Krystyna Dąbrowska i Łukasz Jarosz. Nagrodę wręczono 16 listopada 2013 roku podczas gali w Małopolskim Ogrodzie Sztuki w Krakowie.

## Rok 2014
Nominacje otrzymali:
- Wojciech Bonowicz za tom Echa, Biuro Literackie
- Jacek Dehnel za tom Języki obce, Biuro Literackie
- Mariusz Grzebalski za tom W innych okolicznościach, Wydawnictwo EMG
- Julia Hartwig za tom Zapisane, Wydawnictwo a5
- Michał Sobol za tom Pulsary, Wydawnictwo Nisza

Laureatką nagrody została Julia Hartwig. Nagrodę wręczono 25 października 2014 roku podczas gali w Centrum Kongresowym ICE w Krakowie.

## Rok 2015
Nominacje otrzymali:
- Roman Honet za tom Świat był mój, Biuro Literackie
- Jakobe Mansztajn za tom Studium przypadku, Wojewódzka Biblioteka Publiczna i Centrum Animacji Kultury w Poznaniu
- Mirosław Mrozek za tom Horyzont zdarzeń, Fundacja Literatury im. Henryka Berezy
- Jacek Podsiadło za tom Przez sen, Ośrodek Brama Grodzka - Teatr NN
- Maciej Robert za tom Księga meldunkowa, Wojewódzka Biblioteka Publiczna i Centrum Animacji Kultury w Poznaniu[9]

Laureatami nagrody zostali ex aequo Roman Honet i Jacek Podsiadło. Nagrodę wręczono 24 października 2015 roku podczas gali w Centrum Kongresowym ICE w Krakowie.

## Rok 2016
Zgłoszono 211 książek. W regulaminie wprowadzono kwalifikację do konkursu, którą otrzymało 80 książek. Nominację otrzymali:
- Jakub Kornhauser za tom Drożdżownia, Wojewódzka Biblioteka Publiczna i Centrum Animacji Kultury w Poznaniu
- Edward Pasewicz za tom Och, Mitochondria, Wydawnictwo EMG
- Marta Podgórnik za tom Zawsze, Biuro Literackie
- Joanna Roszak za tom Tego dnia, Wojewódzka Biblioteka Publiczna i Centrum Animacji Kultury w Poznaniu
- Marcin Świetlicki za tom Delta Dietla, Wydawnictwo EMG[11]

Laureatem nagrody został Jakub Kornhauser. Nagrodę wręczono 11 czerwca 2016 podczas gali w Operze Krakowskiej. Wydarzenie było częścią Festiwalu Miłosza.
Nagrodę za najlepszy tom poezji zagranicznej otrzymał Uroš Zupan za tom Niespieszna żegluga w przekładzie Katariny Šalamun Biedrzyckiej i Miłosza Biedrzyckiego (Instytut Mikołowski, 2015).

## Rok 2017
Do 5. edycji Nagrody zgłoszono ponad 200 książek. Nominacje otrzymali:
- Tomasz Bąk za tom [beep] generation, Wojewódzka Biblioteka Publiczna i Centrum Animacji Kultury w Poznaniu
- Jerzy Kronhold za tom Skok w dal, Wydawnictwo Literackie
- Tomasz Różycki za tom Litery, Wydawnictwo a5
- Marcin Sendecki za tom W, Biuro Literackie
- Eugeniusz Tkaczyszyn-Dycki za tom Nie dam ci siebie w żadnej postaci, Wydawnictwo Lokator

Laureatem nagrody został Marcin Sendecki. Nagrodę wręczono podczas gali, która odbyła się 10 czerwca 2017 w trakcie Festiwalu Miłosza.

## Rok 2018
Nominacje otrzymali:
- Wojciech Bonowicz za tom Druga ręka, Wydawnictwo a5
- Julia Fiedorczuk za tom Psalmy, Fundacja na rzecz Kultury i Edukacji im. Tymoteusza Karpowicza
- Natalia Malek za tom Kord, Wojewódzka Biblioteka Publiczna i Centrum Animacji Kultury w Poznaniu
- Marta Podgórnik za tom Zimna książka, Biuro Literackie
- Ilona Witkowska za tom Lucyfer zwycięża, Korporacja Ha!art

Laureatką nagrody została Julia Fiedorczuk.
Nagrodę za tom przetłumaczony na język polski otrzymała Linn Hansén za tom Przejdź do historii w przekładzie Justyny Czechowskiej (Wydawnictwo Lokator, 2017). 

## Rok 2019
Nominacje otrzymali:
- Kamila Janiak za tom Wiersze przeciwko ludzkości, Staromiejski Dom Kultury/Wojewódzka Biblioteka Publiczna i Centrum Animacji Kultury w Poznaniu
- Piotr Janicki za tom Psia książka, Wydawnictwo J
- Marzanna Bogumiła Kielar za tom Nawigacje, Wydawnictwo Znak
- Robert Król za tom Polka, ówże
- Marta Podgórnik za tom Mordercze ballady, Biuro Literackie

Laureatką nagrody została Marta Podgórnik. Nagrodę wręczono 9 czerwca w Krakowie.

## Rok 2020
Decyzją zarządu Fundacji nagroda w roku 2020 nie została przyznana.

## Rok 2021
Przyznano nominacje za rok 2019 i 2020.
Za rok 2019 nominacje otrzymali:
- Anna Adamowicz za tom Animalia, Biuro Literackie
- Justyna Bargielska za tom Dziecko z darów, Wydawnictwo Wolno
- Jakub Kornhauser za tom Dziewięć dni w ścianie, Wojewódzka Biblioteka Publiczna i Centrum Animacji Kultury w Poznaniu
- Joanna Mueller i Joanna Łańcucka za tom Waruj, Biuro Literackie
- Michał Sobol za tom Wieść, Wydawnictwo Nisza

Laureatką nagrody za rok 2019 została Anna Adamowicz.
Za rok 2020 nominacje otrzymali:
- Genowefa Jakubowska-Fijałkowska za tom Rośliny mięsożerne, Instytut Mikołowski
- Adam Kaczanowski za tom Zabawne i zbawienne, Biuro Literackie
- Tomasz Różycki za tom Kapitan X, Wydawnictwo a5
- Mirka Szychowiak za tom Uwaga, obiekt monitorowany, Wydawnictwo J
- Urszula Zajączkowska za tom Piach, Wydawnictwo Warstwy[20]

Laureatką nagrody za rok 2020 została Genowefa Jakubowska-Fijałkowska.

## Rok 2022
Nominacje otrzymali:
- Zuzanna Bartoszek za tom Klucz wisi na Słońcu, Wojewódzka Biblioteka Publiczna i Centrum Animacji Kultury w Poznaniu
- Jerzy Jarniewicz za tom Mondo cane, Biuro Literackie
- Małgorzata Lebda za tom Mer de Glace, Wydawnictwo Warstwy
- Krzysztof Siwczyk za tom Krematoria I. Krematoria II, Wydawnictwo Austeria
- Dariusz Sośnicki za tom Po domu, Biuro Literackie

Laureatką nagrody za rok 2021 została Małgorzata Lebda.
Laureatem Nagrody im. Wisławy Szymborskiej za najlepsze tłumaczenie tomu poetyckiego wydane w latach 2018-2021 na język polski został Wojciech Charchalis (Heterominy. Utwory wybrane Fernanda Pessoi, Wydawnictwo Lokator, 2021).

## Rok 2023
Nominacje otrzymali:
- Maciej Bobula za tom Pustko, Wydawnictwo Warstwy
- Stanisław Kalina Jaglarz za tom gościć sójki, Biblioteka Śląska
- Kamila Janiak za tom miłość, Wojewódzka Biblioteka Publiczna i Centrum Animacji Kultury w Poznaniu
- Jadwiga Malina za tom Teoria powtórzeń, Stowarzyszenie Pisarzy Polskich Oddział Kraków
- Tomasz Różycki za tom Ręka pszczelarza, Wydawnictwo Znak[23]

Laureatem nagrody za rok 2022 został Tomasz Różycki. Nagrodę wręczono podczas gali, która odbyła się 8 lipca 2023 w trakcie Festiwalu Miłosza.

## Rok 2024
Nominacje otrzymali:
- Magdalena Bielska za tom Poradnik dla niedawno zmarłych, Wydawnictwo a5
- Agata Jabłońska za tom Księżyc Grzybiarek, papierwdole/Katalog Press
- Marzanna Bogumiła Kielar za tom Wilki, Wydawnictwo Znak
- Michał Sobol za tom Trasy przelotów, Wydawnictwo Nisza
- Katarzyna Szweda za tom zemla vulgaris, Biuro Literackie

Laureatką nagrody za rok 2023 została Magdalena Bielska. Nagrodę wręczono podczas gali, która odbyła się 7 lipca 2024 roku w Teatrze im. Juliusza Słowackiego w Krakowie.
Laureatem Nagrody im. Wisławy Szymborskiej za najlepsze tłumaczenie tomu poetyckiego na język polski wydanego w latach 2022-2023 został Maciej Topolski (Autobiografia czerwonego Anne Carson, Wydawnictwo Ossolineum, 2022).

## Rok 2025
Nominacje otrzymali: 
- Urszula Honek za tom Poltergeist, Wydawnictwo Warstwy
- Stanisław Kalina Jaglarz za tom zajęczy żar, Wydawnictwo Warstwy
- Ola Lewandowska za tom Jesteśmy pierwszą ciemnością tego lata, Biuro Literackie
- Antonina Tosiek za tom Żertwy, Biuro Literackie
- Joanna Żabnicka za tom Dobre sąsiedztwo, Wojewódzka Biblioteka Publiczna i Centrum Animacji Kultury w Poznaniu

Laureatką nagrody za rok 2024 została Antonina Tosiek. Nagrodę wręczono 30 czerwca 2025 roku, podczas Festiwalu Miłosza, na gali w Teatrze „Bagatela” im. Tadeusza Boya-Żeleńskiego.